# Atene Meridionale
L'unità periferica di Atene Meridionale (in greco: Περιφερειακή ενότητα Νοτίου Τομέα Αθηνών) è una suddivisione amministrativa della periferia dell'Attica con 529.826 abitanti al censimento 2011.
È stata istituita nel gennaio 2011 a seguito della riforma amministrativa detta Programma Callicrate e comprende la parte meridionale dell'agglomerato urbano di Atene

## Geografia antropica

### Suddivisioni amministrative
L'unità periferica è suddivisa in 8 comuni. Il numero tra parentesi indica la posizione del comune nella cartina. Il territorio comprende parte della vecchia prefettura di Atene
- Agios Dimitrios (4)
- Alimos (7)
- Elliniko-Argyroupoli (14)
- Glyfada (12)
- Kallithea (20)
- Moschato-Tavros (24)
- Nea Smyrnī (26)
- Palaio Faliro (27)